# 102 (tal)
102 (hundratvå (fil) eller etthundratvå) är talet som ligger mellan 101 och 103.
- Hexadecimala talsystemet: 66
- Binärt: 1100110
- Delbarhet: 1, 2, 3, 6, 17, 34, 51, 102

## Inom matematiken
- 102 är ett jämnt tal.
- 102 är ett ymnigt tal
- 102 är ett semiperfekt tal
- 102 är ett sfeniskt tal
- 102 är summan av 4 primtal som kommer efter varandra: 19 + 23 + 29 + 31.
- 102 är ett extraordinärt tal.
- 102 är ett kvadratfritt tal.
- 102 är ett aritmetiskt tal.
- 102 är ett Ulamtal.

## Inom vetenskapen
- Nobelium, atomnummer 102
- 102 Miriam, en asteroid
- M102, linsformad galax i Draken, Messiers katalog